# Critical Acclaim
Singles de Avenged Sevenfold
Walk
(2007) Almost Easy
(2008)
Critical Acclaim est une chanson du groupe de metal américain Avenged Sevenfold. C'est la première chanson de leur album éponyme.

## Contexte
Introduite par une mélodie créée par un orgue durant vingt-deux secondes suivi par un majestueux solo de guitare harmonisée, "Critical Acclaim" s'articule autour de deux riffs de guitare agressifs - Un qui se répète pendant les versets, la seconde après chaque refrain, avant et pendant la solo de guitare tiers - qui repousse la direction musicale du groupe beaucoup plus à celle au cours de leur carrière plus tôt, toujours sans demeurant près de leur origine metalcore, mais plutôt à montrer des signes d'un son heavy metal plus mûr.
Le sens de la chanson est une attaque critique sur les  médias de gauche (CNN) qui, selon le groupe, critiquent les soldats des États-Unis d'Amérique engagés dans le conflit en Irak, sans essayer de trouver une solution pour mettre fin à la guerre en cours. Critiques aussi la politique hypocrite qui travaille pour leurs intérêts personnel au lieu de servir le peuple.Le chanteur M. Shadows a des amis proches qui ont connu le service militaire en Irak.
The Rev fournit les voix pour le refrain de la chanson, ainsi que des chœurs et des cris.
La chanson est disponible en tant que contenu téléchargeable pour la musique du jeu vidéo Rock Band.

## Personnel
Avenged Sevenfold
- M. Shadows - Chant
- Synyster Gates - Guitare solo, chœurs
- Zacky Vengeance - Guitare rythmique, chœurs
- Johnny Christ - Basse
- The Rev - Batterie, cochant